# The Church of Hot Addiction
"The Church of Hot Addiction" är den andra singeln från Cobra Starships debutalbum, While the City Sleeps, We Rule the Streets (2006).

## Annat
- Låten som Ryland och Alex sjunger utanför the Fat Pussy Cat innan låten börjar är "Send My Love to the Dancefloor, I'll See You in Hell (Hey Mister DJ)" på spanska
- Joe Trohman från Fall Out Boy spelar gitarr i denna låten.
- Kaninen har förekommit i flera andra videor, Send My Love to the Dancefloor, I'll See You in Hell (Hey Mister DJ) och Gym Class Heroes Clothes Off!! musikvideo.